# Order of the Republic of The Gambia

Bandschnalle „Order of the Republic of The Gambia“

Order of the Republic of The Gambia (deutsch Orden der Republik Gambia) ist der Name eines Ordens, der im westafrikanischen Staat Gambia seit 1972 vergeben wird. Der Orden hat fünf Grade, deren Namen nach britischer Tradition mit Abkürzungen versehen sind. Weiter gibt es eine Medaille.
1. Grand Commander (GCRG)
2. Grand Officer (GORG)
3. Commander (CRG)
4. Officer (ORG)
5. Member (MRG)

Medaille (RGM)
Der Orden „Grand Commander“ besteht aus einem emaillierten weißen Kreuz mit fünf Armen und zehn Enden. In der Mitte befindet sich die Flagge Gambias. Das Farbband der grün-blau-roten Flagge mit schmalen weißen Streifen ist wellenförmig geschwungen. Der goldene Stern trägt an den zehn Enden goldene Löwen. Am obersten Arm des Sterns befindet sich ein Helm nach europäischem heraldischem Stil. Oberhalb der Flagge in der Mitte befinden sich gekreuzte Ackergeräte, wie sie auch im Wappen Gambias zu finden sind.

## Kanzlei
Das gambische Ordenswesen wird von der Kanzlei (englisch The Chancery) verwaltet. Die Insignien des Großmeisters der Republik Gambia (GMRG) wird jeweils an den amtierenden Staatspräsidenten verliehen. Sekretär der Kanzlei ist der Ständige Sekretär des Präsidentenbüros, 2020 ist es Pateh Jah. Als Vorsitzende der Kanzlei dient der Vizepräsident Gambias, weiter Mitglieder umfassen den Minister für Kommunalverwaltung, den Generalstaatsanwalt und Justizminister, den Außenminister sowie den Generalsekretär und Leiter des öffentlichen Dienstes.
Erst nachdem der Präsident die Insignien des Großmeisters der Republik Gambia erhalten hat, ist es im per Gesetz erst möglich andere mit nationalen Auszeichnungen zu versehen.

## Ordensträger
1. Liste der Träger des Order of the Republic of The Gambia (Grand Commander)
2. Liste der Träger des Order of the Republic of The Gambia (Grand Officer)
3. Liste der Träger des Order of the Republic of The Gambia (Commander)
4. Liste der Träger des Order of the Republic of The Gambia (Officer)
5. Liste der Träger des Order of the Republic of The Gambia (Member)

Liste der Träger des Order of the Republic of The Gambia (Medaille)